# Ponerorchis kurokamiana
Ponerorchis kurokamiana là một loài thực vật có hoa trong họ Lan. Loài này được (Hatus. & Ohwi) J.M.H.Shaw mô tả khoa học đầu tiên năm 2003.